# Tourly
Tourly je francouzská obec v departementu Oise v regionu Hauts-de-France. V roce 2012 zde žilo 174 obyvatel.

## Sousední obce
Fay-les-Étangs, Fleury, Lavilletertre, Liancourt-Saint-Pierre, Monneville

## Vývoj počtu obyvatel
Počet obyvatel